# Лауреати Державної премії України в галузі науки і техніки (1969)
Державна премія України в галузі науки і техніки — лауреати 1969 року.
На підставі подання Комітету з Державних премій України в галузі науки і техніки  Центральний Комітет Компартії України і Рада Міністрів Української РСР видали Постанову № 664 від 25 грудня 1969 р. «Про присудження Державних премій України в галузі науки і техніки 1969 року»

## Лауреати Державної премії України в галузі науки і техніки 1969 року
| Премійована робота | Лауреати                        | Коротко про лауреата                                                                                              |
| --- | ------------------------------- | --- |
| Багатотомна праця «Флора УРСР» | Зеров Дмитро Костянтинович      | академік АН УРСР, завідувач відділу Інституту ботаніки Академії наук УРСР                                         |
| Багатотомна праця «Флора УРСР» | Котов Михайло Іванович          | доктор біологічних наук, професор, завідувач відділу Інституту ботаніки Академії наук УРСР                        |
| Багатотомна праця «Флора УРСР» | Клоков Михайло Васильович       | доктор біологічних наук, професор, старший науковий співробітник Інституту ботаніки Академії наук УРСР            |
| Багатотомна праця «Флора УРСР» | Вісюліна Олена Дмитрівна        | доктор біологічних наук, старший науковий співробітник Інституту ботаніки Академії наук УРСР                      |
| Багатотомна праця «Флора УРСР» | Доброчаєва Дар'я Микитівна      | кандидат біологічних наук, завідувач відділу ботанічного музею Інституту ботаніки Академії наук УРСР              |
| Двотомна праця «Перемога Великої Жовтневої соціалістичної революції на Україні»                                                      | Супруненко Микола Іванович      | член-кореспондент АН УРСР, завідувач відділу, старший науковий співробітник Інституту історії Академії наук УРСР  |
| Двотомна праця «Перемога Великої Жовтневої соціалістичної революції на Україні»                                                      | Рубач Михайло Абрамович         | доктор історичних наук, професор, старший науковий співробітник Інституту історії Академії наук УРСР              |
| Двотомна праця «Перемога Великої Жовтневої соціалістичної революції на Україні»                                                      | Щусь Оксана Йосипівна           | кандидат історичних наук, старший науковий співробітник Інституту історії Академії наук УРСР                      |
| Двотомна праця «Перемога Великої Жовтневої соціалістичної революції на Україні»                                                      | Королівський Степан Мефодійович | професор, завідувач кафедри Харківського державного університету імені Горького                                   |
| Двотомна праця «Перемога Великої Жовтневої соціалістичної революції на Україні»                                                      | Гончаренко Микола Гаврилович    | доктор історичних наук, професор, завідувач кафедри Луганського державного педагогічного інституту імені Шевченка |
| Розробка проблеми фізико-хімічної механіки термосолестійких дисперсій глинистих мінералів                                            | Овчаренко Федір Данилович       | академік АН УРСР, керівник роботи                                                                                 |
| Розробка проблеми фізико-хімічної механіки термосолестійких дисперсій глинистих мінералів                                            | Круглицький Микола Миколайович  | доктор хімічних наук, заступник директора Інституту колоїдної хімії та хімії води Академії наук УРСР              |
| Розробка проблеми фізико-хімічної механіки термосолестійких дисперсій глинистих мінералів                                            | Ничипоренко Сергій Петрович     | доктор технічних наук, професор, завідувач відділу Інституту колоїдної хімії та хімії води Академії наук УРСР     |
| Розробка проблеми фізико-хімічної механіки термосолестійких дисперсій глинистих мінералів                                            | Агабальянц Едуард Гаспарович    | кандидат хімічних наук, старший науковий співробітник Інституту колоїдної хімії та хімії води Академії наук УРСР  |
| Створення універсальних дизелів «СМД» для тракторів, комбайнів та інших машин і організація їх спеціалізованого масового виробництва | Сєріков Іван Олександрович      | директор Харківського моторобудівного заводу «Серп і молот»                                                       |
| Створення універсальних дизелів «СМД» для тракторів, комбайнів та інших машин і організація їх спеціалізованого масового виробництва | Потейко Анатолій Дмитрович      | головний інженер Харківського моторобудівного заводу «Серп і молот»                                               |
| Створення універсальних дизелів «СМД» для тракторів, комбайнів та інших машин і організація їх спеціалізованого масового виробництва | Сахнюк Іван Іванович            | секретар партійного комітету Харківського моторобудівного заводу «Серп і молот»                                   |
| Створення універсальних дизелів «СМД» для тракторів, комбайнів та інших машин і організація їх спеціалізованого масового виробництва | Карась Леонід Мойсейович        | виконувач обов'язків заступника головного інженера Харківського моторобудівного заводу «Серп і молот»             |
| Створення універсальних дизелів «СМД» для тракторів, комбайнів та інших машин і організація їх спеціалізованого масового виробництва | Гура Григорій Степанович        | начальник цеху Харківського моторобудівного заводу «Серп і молот»                                                 |
| Створення універсальних дизелів «СМД» для тракторів, комбайнів та інших машин і організація їх спеціалізованого масового виробництва | Пипенко Іван Петрович           | моторист випробувальної станції Харківського моторобудівного заводу «Серп і молот»                                |
| Створення універсальних дизелів «СМД» для тракторів, комбайнів та інших машин і організація їх спеціалізованого масового виробництва | Єременко Борис Степанович       | кандидат технічних наук, заступник начальника Державного спеціального конструкторського бюро двигунів             |
| Створення універсальних дизелів «СМД» для тракторів, комбайнів та інших машин і організація їх спеціалізованого масового виробництва | Маршал Федір Петрович           | формувальник ливарного цеху Харківського моторобудівного заводу «Серп і молот»                                    |
| Цикл робіт з питань міцності матеріалів при високих температурах                                                                     | Писаренко Георгій Степанович    | академік АН УРСР директор Інституту проблем міцності Академії наук УРСР, керівник роботи                          |
| Цикл робіт з питань міцності матеріалів при високих температурах                                                                     | Трощенко Валерій Трохимович     | член-кореспондент АН УРСР, заступник директора Інституту проблем міцності Академії наук УРСР                      |
| Цикл робіт з питань міцності матеріалів при високих температурах                                                                     | Руденко Василь Микитович        | кандидат технічних наук, завідувач відділу Інституту проблем міцності Академії наук УРСР                          |
| Цикл робіт з питань міцності матеріалів при високих температурах                                                                     | Третьяченко Георгій Миколайович | доктор технічних наук, професор, завідувач відділу Інституту проблем міцності Академії наук УРСР                  |
| Цикл робіт з теорії ядра | Давидов Олександр Сергійович    | академік АН УРСР, завідувач відділу Інституту теоретичної фізики Академії наук УРСР                               |